# František Matouš Klácel
František Matouš Klácel, niekiedy także Ladimír Klácel (ur. 7 kwietnia 1808 w Českiej Třebovej, zm. 17 marca 1882 w Belle Plaine w stanie Iowa, USA) – czeski poeta, dziennikarz i filozof, zwolennik jedności czesko-morawskiej i przyjaciel Boženy Němcovej.

## Życie
Uczył się w gimnazjum w Litomyšlu, w którym to mieście później studiował również filozofię. W 1833 otrzymał święcenia kapłańskie, a w 1835 stał się profesorem filozofii na biskupim fakultecie filozoficznym w Brnie. W 1848 uczestniczył w Komitecie Narodowym i był delegatem Zjazdu Słowiańskiego. W latach 1848–1851 pracował w redakcji „Moravskich Novin”. W 1849 przyczynił się do założenia Národní jednoty sv. Cyrila a Methuda (Narodowej Wspólnoty św. Cyryla i Metodego), która w 1855 zmieniła nazwę na Macierz Morawską (Matice moravská). W 1869 wypłynął do USA, gdzie próbował zakładać organizację (lub też sektę), żyjącą z dobroczynności innych. Przeprowadzał też badania dotyczące dziedziczności roślin.

## Dzieła
- Ferina lišák – epos zwierzęcy (ilustrują go rzeźby skalne przy jaskini Klácelka, których autorem był Václav Levý)
- Bajky Bidpajovy – pod pseudonimem František Třebovský
- Jahůdky ze slovanských lesů – pod pseudonimem J.P.Jordan
- Erklärungen der wichtigsten philosophischen Ausdrücke – wyjaśnienie podstawowych pojęć filozoficznych
- Počátky vědecké mluvnictví českého – podstawy języka czeskiego
- Dobrověda
- Slovník pro čtenáře novin, v němž se vysvětlují slova cizího pùvodu – słownik dla czytelników z wyjaśnieniem słów obcych
- Listy přítele k přítelkyni o původu socialismu a komunismu – listy adresowane do Bożeny Němcovéj, na temt idealnego urządzenia społeczeństwa